# Guettarda gaumeri
Guettarda gaumeri är en måreväxtart som beskrevs av Paul Carpenter Standley. Guettarda gaumeri ingår i släktet Guettarda och familjen måreväxter. Inga underarter finns listade i Catalogue of Life.